# 热莱布瓦
热莱布瓦（法語：Jeu-les-Bois，法語發音：[ʒø le bwa] ⓘ）是法国安德尔省的一个市镇，属于沙托鲁区。

## 地理
热莱布瓦（46°40'24"N, 1°47'42"E）面积38.32 平方千米，位于法国中央-卢瓦尔河谷大区安德尔省，该省份为法国中部省份，北起卢瓦-谢尔省，西北接安德尔-卢瓦尔省，西南接维埃纳省，南至克勒兹省和上维埃纳省，东临谢尔省。
与热莱布瓦接壤的市镇（或旧市镇、城区）包括：阿尔当特、阿尔通、比克西耶尔达亚克、利斯圣乔治、安德尔河畔梅尔、勒潘索内。

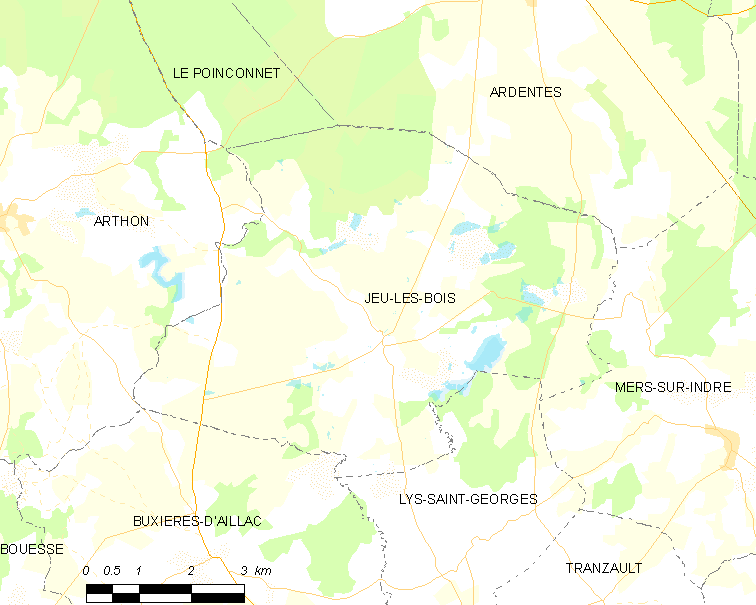
热莱布瓦的OSM定位图

热莱布瓦的时区为UTC+01:00、UTC+02:00（夏令时）。

## 行政
热莱布瓦的邮政编码为36120，INSEE市镇编码为36089。

## 政治
热莱布瓦所属的省级选区为阿尔当特县。

## 人口

1962-2008年间热莱布瓦人口变化图示

热莱布瓦于2022年1月1日时的人口数量为405人。